# 土浦亀城
土浦 亀城（つちうら かめき、1897年（明治30年）6月29日 - 1996年（平成8年）1月29日）は、昭和期の建築家である。

## 経歴
茨城県水戸市で土浦市松と光枝の間に生まれた。市松と横山大観はいとこである。1918年東京帝国大学工学部建築学科に入学。1922年、寄宿先で知り合い懇意にしていた遠藤新（当時、帝国ホテル建設のために来日していたフランク・ロイド・ライトの手伝いをしていた）の紹介でドラフトマンとしてライトの設計を手伝った。
同年にライトが建設費の問題から帝国ホテルの設計の任を解かれアメリカに引き上げる際、土浦はライトからアメリカに来るように請われ、卒業後の1923年に信子夫人（吉野作造の長女）と共に渡米。ライトの事務所タリアセンに入所した。土浦のタリアセン滞在時の主なメンバーに、リチャード・ノイトラ、ルドルフ・シンドラーがいる。
タリアセンで3年間を過ごした土浦は1926年に帰国し、大倉土木（現・大成建設）に勤めながら住宅の設計を開始した。初期の住宅作品である山懸邸や山本邸ではライトの影響が強く出ていたが、1930年後半に設計を行った谷井邸をきっかけに、ライトの作風とは異なるホワイトキューブに大きなガラス窓を穿った、いわゆるバウハウススタイルと呼ばれるモダニズム風の作風に移行した。（空間に段差を付けて入れこむという内部の空間構成においてはライトの影響が残っているとする考えもある。）その成果が最も強く出たのが、1935年に竣工した2件目の土浦亀城邸である。土浦邸は昭和初期のモダンデザイン及び都市住宅の先駆けとなった作品の1つである。

## 主な作品
現況欄の○は現存、✕は現存せず
| 建造物名                     | 年                 | 所在地         | 用途     | 現況 | 備考             |
| ---------------------------- | ------------------ | -------------- | -------- | ---- | ---------------- |
| 山懸邸                       | 1926年（昭和7年）  | 東京都目黒区   | 専用住宅 | ✕    |                  |
| 山本邸                       | 1927年（昭和2年）  | 東京都千代田区 | 専用住宅 | ✕    |                  |
| 谷井邸                       | 1930年（昭和5年）  | 東京都世田谷区 | 専用住宅 | ✕    |                  |
| 銀座トクダビル               | 1932年（昭和7年）  | 東京都中央区   | 専用住宅 | ✕    |                  |
| 土浦亀城邸（第2）            | 1935年（昭和10年） | 東京都品川区   | 専用住宅 | ○    | 東京都有形文化財 |
| 野々宮ビル（野々宮アパート） | 1936年（昭和11年） | 東京都千代田区 | 集合住宅 | ✕    |                  |
| 強羅ホテル                   | 1938年（昭和13年） | 神奈川県箱根町 | ホテル   | ✕    |                  |
| 西郷会館                     | 1952年（昭和27年） | 東京都台東区   | 商業ビル | ✕    |                  |
| 銀座シネパトス               | 1952年（昭和27年） | 東京都中央区   | 商業ビル | ✕    |                  |

## 関連文献
- SD 1996年7月号「再考 建築家 土浦亀城」（鹿島出版会、1996年）
- 建築文化 2000年1月号 「特集 日本モダニズムの30人 モダニスト再考II 国内編」（彰国社、2000年）
- 『歴史遺産 日本の洋館　第6巻 昭和篇Ⅱ 』藤森照信（講談社、2003年）